# Sommer-Deaflympics 2013/Badminton
Bei den Sommer-Deaflympics 2013 in Sofia wurden in der Christo-Botew-Sporthalle fünf Wettbewerbe im Badminton ausgetragen.

## Männer

### Einzel
| Platz | Land | Sportler           |
| ----- | ---- | ------------------ |
| 1     | RUS  | Shokhzod Gulomzoda |
| 2     | KOR  | Sin Hyun-woo       |
| 3     | KOR  | Seo Myeong-soo     |
| 4     | CHN  | Zha Zhengchun      |

### Doppel
| Platz | Land | Sportler                                |
| ----- | ---- | --------------------------------------- |
| 1     | RUS  | Artemy Karpov Mikhail Efremov           |
| 2     | KOR  | Shin Kyung-duk Sin Hyun-woo             |
| 3     | INA  | Aditya Hermawan Eddie Susanto           |
| 4     | THA  | Siriwat Mattayanumat Nattachai Unsomsri |

## Frauen

### Einzel
| Platz | Land | Sportlerin       |
| ----- | ---- | ---------------- |
| 1     | TPE  | Fan Jung-yu      |
| 2     | BUI  | Gergana Baramova |
| 3     | KOR  | Jeong Seon-hwa   |
| 4     | CHN  | Jiang Jialei     |

### Doppel
| Platz | Land | Sportlerinnen                  |
| ----- | ---- | ------------------------------ |
| 1     | CHN  | Wang Meng Jiang Jialei         |
| 2     | CHN  | Wang Mengxing Zhang Yan        |
| 3     | RUS  | Olga Shtayger Alena Soboleva   |
| 4     | JPN  | Mutsuki Bessho Chihiro Shinada |

## Mixed
| Platz | Land | Sportler                         |
| ----- | ---- | -------------------------------- |
| 1     | RUS  | Artemy Karpov Alena Soboleva     |
| 2     | RUS  | Shokhzod Gulomzoda Olga Shtayger |
| 3     | RUS  | Mikhail Efremov Anastasia Sedova |
| 4     | KOR  | Sin Hyun-woo Jeong Seon-hwa      |

## Medaillenspiegel Badminton
| Medaillenspiegel Badminton | Medaillenspiegel Badminton | Medaillenspiegel Badminton | Medaillenspiegel Badminton | Medaillenspiegel Badminton | Medaillenspiegel Badminton |
| Platz                      | Land                       | G                          | S                          | B                          | Gesamt                     |
| -------------------------- | -------------------------- | -------------------------- | -------------------------- | -------------------------- | -------------------------- |
| 01                         | Russland                   | 3                          | 1                          | 2                          | 6                          |
| 02                         | Volksrepublik China        | 1                          | 1                          | -                          | 2                          |
| 03                         | Chinesisch Taipeh          | 1                          | -                          | -                          | 1                          |
| 04                         | Südkorea                   | -                          | 2                          | 2                          | 4                          |
| 05                         | Bulgarien                  | -                          | 1                          | -                          | 1                          |
| 06                         | Indonesien                 | -                          | -                          | 1                          | 1                          |
| Total                      | Total                      | 5                          | 5                          | 5                          | 15                         |